# Сівенаті Нонтшинга
Сівенаті Нонтшинга (англ. Sivenathi Nontshinga; нар. 3 грудня 1998) — південноафриканський боксер-професіонал. Він є дворазовим чемпіоном світу за версією IBF у першій найлегшій вазі, володів поясом з 2022 по листопад 2023 року під час свого першого чемпіонства та з лютого 2024 року по жовтень 2024 року під час свого другого чемпіонства. Раніше він володів титулом IBF International у першій найлегшій вазі з 2019 по 2022 рік. Також колишній чемпіон Африки у першій найлегшій вазі.